# 8-Dimetilalilnaringenin 2'-hidroksilaza
8-Dimetilalilnaringenin 2'-hidroksilaza (EC 1.14.13.103, 8-DMAN 2'-hidroksilaza) je enzim sa sistematskim imenom soforaflavanon-B,NADPH:kiseonik oksidoreduktaza (2'-hidroksilacija). Ovaj enzim katalizuje sledeću hemijsku reakciju
soforaflavanon B + NADPH + H+ + O2 {\displaystyle \rightleftharpoons } leahianon G + NADP+ + 2O
Ovaj za membranu vezani hem-tiolatni protein je asociran sa endoplazmičnim retikulumom. On je specifičan za soforaflavanon B kao supstrat. NADPH se ne može zameniti drugim kofaktorima.

## Literatura
- Nicholas C. Price; Lewis Stevens (1999). Fundamentals of Enzymology: The Cell and Molecular Biology of Catalytic Proteins (Third изд.). USA: Oxford University Press. ISBN 019850229X.
- Eric J. Toone (2006). Advances in Enzymology and Related Areas of Molecular Biology, Protein Evolution (Volume 75 изд.). Wiley-Interscience. ISBN 0471205036.
- Branden C; Tooze J. Introduction to Protein Structure. New York, NY: Garland Publishing. ISBN 0-8153-2305-0.
- Irwin H. Segel. Enzyme Kinetics: Behavior and Analysis of Rapid Equilibrium and Steady-State Enzyme Systems (Book 44 изд.). Wiley Classics Library. ISBN 0471303097.

## Spoljašnje veze
- 8-dimethylallylnaringenin+2'-hydroxylase на 